# Ebu-Bekr-Moschee

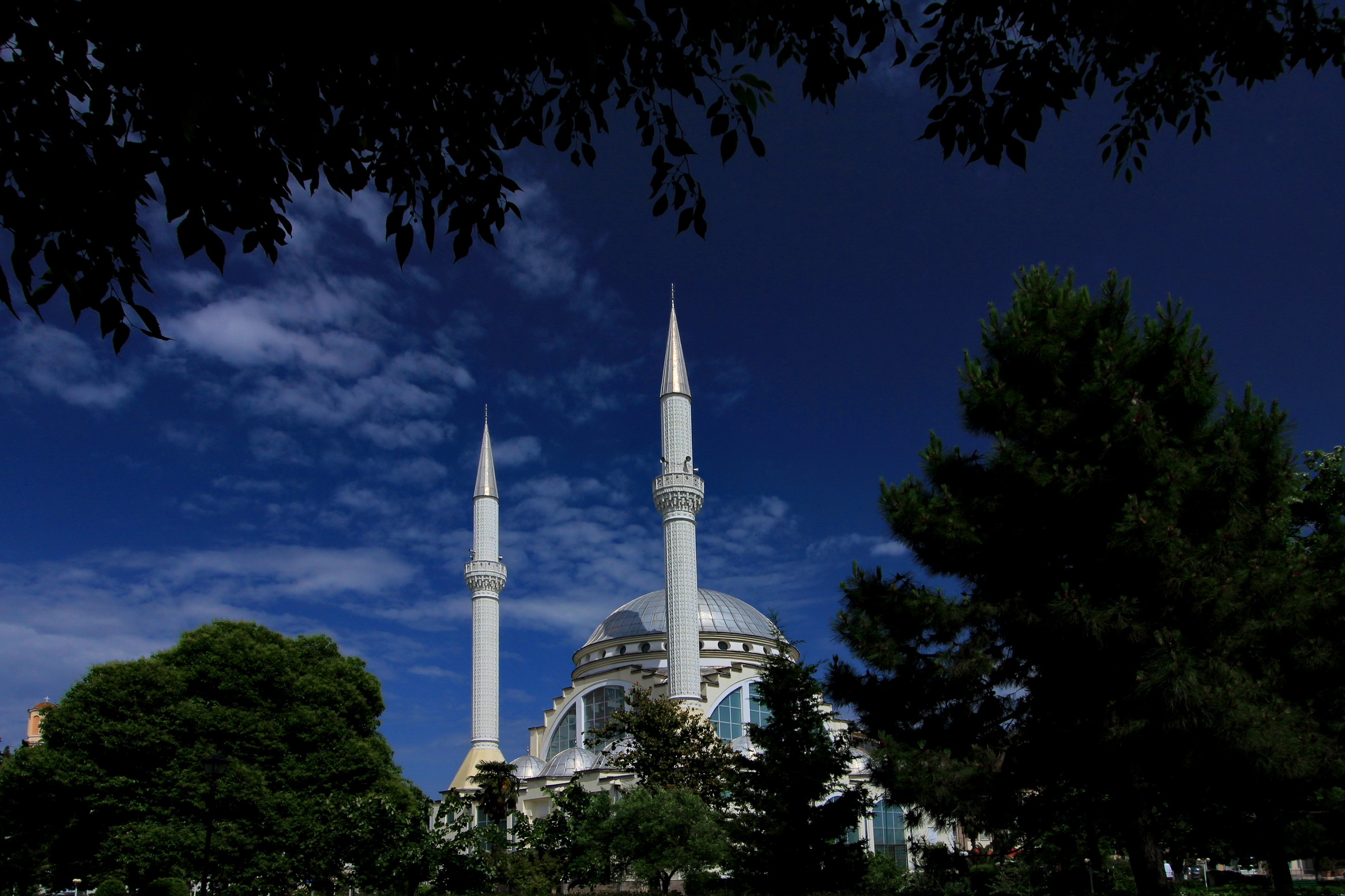
Schrägansicht der Ebu-Bekr-Moschee von Westen (2014)

Die Ebu-Bekr-Moschee (albanisch Xhamia Ebu Bekër oder Xhamia e Ebu Bekërit), auch Große Moschee von Shkodra (alb. Xhamia e Madhe e Shkodrës) genannt, ist die Hauptmoschee der nordalbanischen Großstadt Shkodra.

## Geschichte

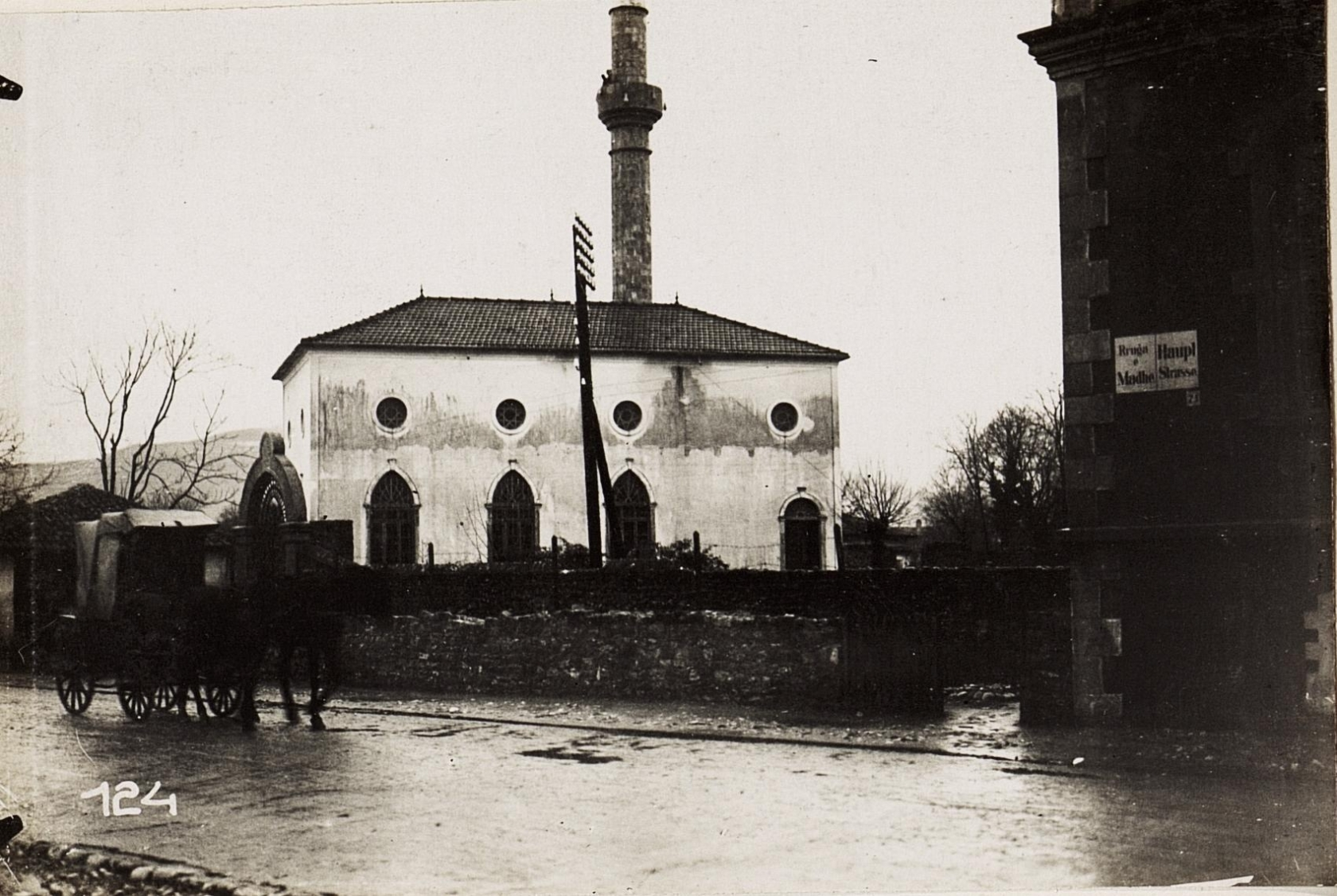
Die Fushë-Çela-Moschee war der Vorgängerbau und stammte aus osmanischer Zeit

Der vom kommunistischen Regime abgerissene Vorgängerbau, die Fushë-Çela-Moschee, war in früheren Jahrhunderten für Shkodra und seine Umgebung von großer Bedeutung: Die damalige Moschee soll nicht nur eine der schönsten und meistbesuchten Moscheen der Stadt gewesen sein, sondern diente zugleich als wichtige Medrese (Koranschule) und zog dadurch bekannte Theologen ebenso wie erst später bekannt gewordene Studenten an.
Die heutige Moschee wurde vom Architekturbüro ARC Architectural Consultants entworfen und von 1994 bis 1995 an der Stelle der früheren Fushë-Çela-Moschee mit Geld des saudi-arabischen Unternehmers Scheich Zamil Abdullah Al Zamil in einem modernen osmanischen Baustil gebaut. Benannt wurde sie nach Abu Bakr (572–634), dem ersten Kalifen nach dem Propheten Mohammed. Sie wurde im Jahr 2008 renoviert.
Die Moschee, am Ende der Fußgängerzone und gegenüber dem Hotel Colosseo gelegen, bietet mit ihrer Fläche von 622,72 Quadratmetern ausreichend Platz für 1300 Betende. Die beiden Minarette sind jeweils 41,11 Meter hoch. Die zentrale Kuppel hat eine Höhe von 24 Metern.